# Miguel Mea Vitali
Miguel Ángel Mea Vitali est un footballeur vénézuélien né le 19 février 1981 à Caracas. Il évolue au poste de milieu de terrain.
Il a participé à la Copa América 1999, puis à la Copa América 2001, à la Copa América 2004, et enfin à la Copa América 2007 avec l'équipe du Venezuela.

## Carrière
- 1999-2000 : Caracas FC  Venezuela
- 2000-2001 : UE Lleida  Espagne
- 2002 : US Poggibonsi  Italie
- 2003 : Chacarita Juniors  Argentine
- 2003-2004 : Caracas FC  Venezuela
- 2004-2005 : AS Sora  Italie
- 2006 : APO Levadiakos  Grèce
- 2006-2008 : Unión Atlético Maracaibo  Venezuela
- 2008-2009 : FC Vaduz  Liechtenstein
- 2009- : Aragua FC  Venezuela

## Statistiques

### En sélection nationale
| Saison                | Sélection             | Phases finales        | Phases finales | Phases finales | Phases finales | Éliminatoires CDM | Éliminatoires CDM | Éliminatoires CDM | Matchs amicaux | Matchs amicaux | Matchs amicaux | Total | Total | Total |
| Saison                | Sélection             | Compétition           | M              | B              | Pd             | M                 | B                 | Pd                | M              | B              | Pd             | M     | B     | Pd    |
| --------------------- | --------------------- | --------------------- | -------------- | -------------- | -------------- | ----------------- | ----------------- | ----------------- | -------------- | -------------- | -------------- | ----- | ----- | ----- |
| 1998-1999             | Venezuela             | Copa América 1999     | 1              | 0              | 0              | -                 | -                 | -                 | 2              | 0              | 0              | 3     | 0     | 0     |
| 1999-2000             | Venezuela             | -                     | -              | -              | -              | 6                 | 1                 | 0                 | 7              | 0              | 1              | 13    | 1     | 1     |
| 2000-2001             | Venezuela             | Copa América 2001     | 3              | 0              | 0              | 6                 | 0                 | 0                 | 1              | 0              | 0              | 10    | 0     | 0     |
| 2001-2002             | Venezuela             | -                     | -              | -              | -              | 5                 | 0                 | 2                 | 1              | 0              | 0              | 6     | 0     | 2     |
| 2002-2003             | Venezuela             | -                     | -              | -              | -              | -                 | -                 | -                 | 5              | 0              | 1              | 5     | 0     | 1     |
| 2003-2004             | Venezuela             | Copa América 2004     | 2              | 0              | 0              | 2                 | 0                 | 0                 | 3              | 0              | 0              | 7     | 0     | 0     |
| 2004-2005             | Venezuela             | -                     | -              | -              | -              | 0                 | 0                 | 0                 | 3              | 0              | 0              | 3     | 0     | 0     |
| 2005-2006             | Venezuela             | -                     | -              | -              | -              | 0                 | 0                 | 0                 | 3              | 0              | 0              | 3     | 0     | 0     |
| 2006-2007             | Venezuela             | Copa América 2007     | 4              | 0              | 0              | -                 | -                 | -                 | 10             | 0              | 0              | 14    | 0     | 0     |
| 2007-2008             | Venezuela             | -                     | -              | -              | -              | 6                 | 0                 | 0                 | 7              | 0              | 0              | 13    | 0     | 0     |
| 2008-2009             | Venezuela             | -                     | -              | -              | -              | 3                 | 0                 | 0                 | 1              | 0              | 2              | 4     | 0     | 2     |
| 2011-2012             | Venezuela             | -                     | -              | -              | -              | -                 | -                 | -                 | 4              | 0              | 1              | 4     | 0     | 1     |
| Total sur la carrière | Total sur la carrière | Total sur la carrière | 10             | 0              | 0              | 28                | 1                 | 2                 | 47             | 0              | 5              | 85    | 1     | 7     |

## Sélections
- 81 sélections et 1 but avec l'équipe du Venezuela entre 1999 et 2008[2].